# Jean Lomami
Jean Lomami (ur. 27 lipca 1982 w Bużumburze) – rwandyjski piłkarz grający na pozycji napastnika.

## Kariera klubowa
Karierę piłkarską Lomami rozpoczął w klubie APR FC ze stolicy kraju Kigali. W jego barwach zadebiutował w 2001 roku w rwandyjskiej pierwszej lidze. W debiutanckim sezonie wywalczył z APR mistrzostwo Rwandy. W 2002 roku odszedł do zambijskiego Power Dynamos FC, a w 2003 roku zdobył z nim Puchar Zambii. W 2005 roku trafił do sudańskiego Al-Merreikh Omdurman, z którym zdobył Puchar Sudanu. Jeszcze w tym samym roku został piłkarzem AmaZulu FC z Durbanu i grał w nim do połowy 2007 roku.
Kolejnym klubem w karierze Rwandyjczyka stał się Rayon Sports FC z Kigali, gdzie grał do końca 2007 roku. W 2008 roku grał w OC Bukavu Dawa z Demokratycznej Republice Konga, a latem tamtego roku wrócił do Rwandy i został zawodnikiem Atraco FC, z którym w 2009 roku zdobył CECAFA Club Cup. W 2012 grał w National Assembly, a w 2013 trafił do Roan United. Grał w nim do 2014, czyli do końca swojej kariery.

## Kariera reprezentacyjna
W reprezentacji Rwandy Lomami zadebiutował w 2003 roku. W 2004 roku został powołany do reprezentacji Rwandy na Puchar Narodów Afryki 2004. Tam rozegrał 2 spotkania: z Tunezją (1:2) i z Gwineą (1:1). W kadrze narodowej do 2009 roku rozegrał 23 mecze i strzelił 10 goli.